# Athos Palma
Athos Palma (geboren 7. Juni 1891 in Buenos Aires; gestorben 10. Januar 1951 in Miramar) war ein argentinischer Komponist und Musikpädagoge.

## Leben
Palma hatte am Conservatorio Santa Cecilia Klavierunterricht bei Cayetano Troiani und Cellounterricht bei José García Ascot. Auf Reisen durch Europa zwischen 1904 und 1909 setzte er seine musikalische Ausbildung fort und lernte Paul Dukas kennen. In Buenos Aires studierte er dann Medizin, Pädagogik und Komposition.
1916 erschienen seine Cantares y danzas. Von 1924 bis 1951 unterrichtete Palma am Conservatorio Nacional de Música y Declamación Harmonielehre, Kontrapunkt und Komposition. Zu seinen Schülern zählten u. a. Ángel E. Lasala, Roberto García Morillo, Carlos Guastavino, Carlos Guastavino, Isabel Aretz, Arnaldo D’Espósito und Isidro Maiztegui. Von 1934 bis 1937 war er Generaldirektor des Teatro Colón. Er war außerdem Generalinspektor für Musik des Consejo Nacional de Educación und Mitglied der Comisión Nacional de Cultura. Zwischen 1941 und 1945 wirkte er als Mitherausgeber der Antología de compositores argentinos.
Neben kammermusikalischen Werken, sinfonischen Dichtungen wie Jardines und Los hijos del sol und der Sinfonie Entre las montañas komponierte Palma u. a. drei Bühnenwerke: die Oper Nazdah mit einem Libretto von Gino Amici di San Leo nach José Maria Eça de Queiroz (1924), das Ballett Aclla Kuranko (1929) und das Mysterienspiel El príncipe pastor nach Oscar Wilde (1931). Zudem ist er Verfasser der musikdidaktischen Schriften La  teoría de la música und Tratado completo de armonía.